# 0-е п. н. е.

## Историја
- Панонија је инкорпорирана у Римско царство као део Илирије;
- Према Јеванђељима, рођен Исус Христос;[1][2]